# Silvana Pierucci
Silvana Pierucci (Genova, 21 settembre 1929 – Genova, 15 febbraio 2017) è stata una cestista, lunghista e multiplista italiana.

## Biografia
Nel 1948 partecipò ai Giochi olimpici di Londra, conquistando il quattordicesimo posto nelle qualificazioni del salto in lungo con un salto di 5,235 m, prestazione che non le permise di raggiungere i salti di finale.
È stata quattro volte campionessa italiana nel salto in lungo e tre volte nel pentathlon. Ha giocato anche nella nazionale di pallacanestro.
Era nipote di Romolo Carpi, atleta che partecipò ai Giochi olimpici di Anversa del 1920 classificandosi quinto nel tiro alla fune.

## Palmarès
| Anno | Manifestazione  | Sede   | Evento         | Risultato | Prestazione | Note |
| ---- | --------------- | ------ | -------------- | --------- | ----------- | ---- |
| 1948 | Giochi olimpici | Londra | Salto in lungo | 14ª (q)   | 5,235 m     |      |

## Campionati nazionali
- 4 volte campionessa italiana assoluta del salto in lungo (1948, 1949, 1950 e 1951)
- 3 volte campionessa italiana assoluta del pentathlon (1949, 1950 e 1951)

1948
- Oro ai campionati italiani assoluti, salto in lungo - 5,30 m

1949
- Oro ai campionati italiani assoluti, salto in lungo - 5,57 m
- Oro ai campionati italiani assoluti, pentathlon - 3 728 p.

1950
- Oro ai campionati italiani assoluti, salto in lungo - 5,31 m
- Oro ai campionati italiani assoluti, pentathlon - 3 837 p.

1951
- Oro ai campionati italiani assoluti, salto in lungo - 5,44 m
- Oro ai campionati italiani assoluti, pentathlon - 3 759 p.